# Goodyera colorata
Goodyera colorata là một loài thực vật có hoa trong họ Lan. Loài này được (Blume) Blume mô tả khoa học đầu tiên năm 1858.